# Шолонж
Шолонж (фр. Cholonge) насеље је и општина у источној Француској у региону Рона-Алпи, у департману Изер која припада префектури Гренобл.
По подацима из 2011. године у општини је живело 326 становника, а густина насељености је износила 36,22 становника/km². Општина се простире на површини од 9 km². Налази се на средњој надморској висини од 990 метара (максималној 2.140 m, а минималној 905 m).

## Демографија
| 1962. | 1968. | 1975. | 1982. | 1990. | 1999. | 2011. |
| ----- | ----- | ----- | ----- | ----- | ----- | ----- |
| 128   | 124   | 128   | 139   | 161   | 229   | 326   |

График промене броја становника у току последњих година